# Biabou
Biabou é uma cidade no este da ilha de São Vicente. Localiza-se a nordeste da capital, Kingstown, na estrada costeira que liga a capital com Georgetown no nordeste da ilha.